# اینفورماتیکا
اینفورماتیکا (انگلیسی: Informatica) شرکت نرم‌افزار آمریکایی است، که در سال ۱۹۹۳ تأسیس شد.